# 유경 (도향효후)
유경(劉景, ? ~ ?)은 전한 후기의 제후로, 조경왕의 아들이다.

## 행적
감로 2년(기원전 52년), 도향후(桃鄕侯)에 봉해졌다. 시호를 대(戴)라 하였고, 작위는 아들 유진이 이었다.

## 출전
- 반고, 《한서》 권15하 왕자후표 下

| 선대 (첫 봉건) | 전한의 도향후 기원전 52년 7월 신미일 ~ ? | 후대 아들 유진 |